# 变黑蝇子草
变黑蝇子草（学名：Silene nigrescens）为石竹科蝇子草属的植物。分布于缅甸、尼泊尔、锡金以及中国大陆的西藏等地，生长于海拔3,800米至4,200米的地区，多生在高山草甸，目前尚未由人工引种栽培。

## 别名
变黑女娄菜（拉汉种子植物名称）

## 异名
- Melandrium nigrescens (Edgew.) F. N. Williams
- Silene nigrescens (Edgew.) Majumdar ssp. latifolia Bocquet